# Selanac
Selenac (cyr. Селанац) – wieś w Serbii, w okręgu maczwańskim, w gminie Ljubovija. W 2011 roku liczyła 383 mieszkańców.